# Saïd Naciri
Pour les articles homonymes, voir Naciri.
 (août 2014).
Si vous disposez d'ouvrages ou d'articles de référence ou si vous connaissez des sites web de qualité traitant du thème abordé ici, merci de compléter l'article en donnant les références utiles à sa vérifiabilité et en les liant à la section « Notes et références ».
Saïd Naciri, (Arabe: سعيد الناصري) né à Casablanca en 1960, est un acteur, humoriste, producteur, et réalisateur marocain.

## Biographie
Il effectue des études supérieures à Boston aux États-Unis et en Belgique à Anvers à L’European University. Il obtient son Master en business administration (EMSI) en 1980 puis son doctorat 3e cycle au Maroc. Il est cadre en banque jusqu’en 1989, année durant laquelle il commence sa carrière d’humoriste avec son premier one-man-show « Di koko’ »
En 2000, il joue au théâtre dans sa pièce Voleur mais honnête. Son premier long-métrage est Ouled Derb (en français Le Pote) réalisé par Hassan Benjelloun et produit par Saïd Naciri. En 2003, il se lance dans la carrière de réalisateur avec son long métrage Les Bandits ou il détient le premier rôle masculin.

## Réalisateur
- 2003 : Les Bandits
- 2005 : Jeu avec les loups
- 2006 : Abdou chez les almohades
- 2009:  Un mari à louer
- 2010 : Al Khattaf
- 2011 : Un Marocain à Paris
- 2013 : Sara
- 2015 : Les Transporteurs

## Pour la télé
Saïd Naciri réalise de nombreux téléfilms et débats télévisés pour la télévision marocaine.
- Ana ou khouya ou Mratou en 1998 sur RTM
- Ana ou Mrati ou Nsabi en 1999 sur la RTM
- Rbib en 2004 sur 2M, avec la participation de Mustapha El Atrassi.
- Al Awni en 2005 sur 2M, avec la participation de Siham Assif et Amina Rachid.
- Al Awni Deuxième partie en 2007 sur 2M
- Nsiib Al Haj Azzooz en 2009 sur 2M
- Le Bandit (la série) en 2011 sur 2M
- L'khetaf en 2011
- Tebdal Lemnazel sur Al Aoula  en 2014

## Débats télévisés
- Alach la en 1999 sur la TVM
- Ataja en 2000 sur la TVM

One man show :
- Di KOKO en 1989
- Tetanos en 1995
- Mes amis les ministres en 2003
- Marocain 100 % en 2007
- Lalla el houkouma en 2014
- Do you speak english en 2016
- Pourquoi sommes nous devenus comme ça? en 2018